# João de Biclaro

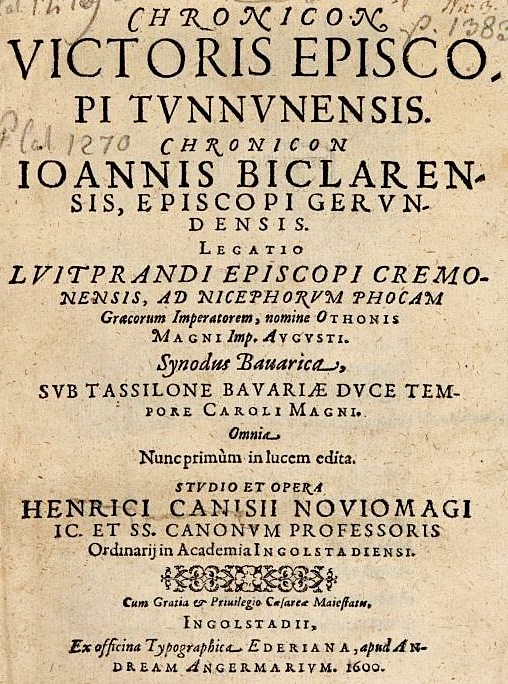
Página de título das crônicas dos bispos Jan z Biclara e Viktor z Tunnuny por Heinrich Canisiuse (1600)

João de Biclaro (em latim: Iohannes Biclarensis); (Escálabis ca. 540 - 6 de Maio de 631), ou S. João Godo de Valclara, também conhecido apenas como Bispo de Girona, foi um clérigo católico e cronista de origem goda.

## Biografia
Nasceu na província da Lusitânia, em Escálabis (atual Santarém).
Em 559, sendo muito novo, marchou para Constantinopla, regressando ao Reino visigodo de Toledo em 576. O rei Leovigildo tentou sem sucesso convencê-lo para que se convertesse ao arianismo, mas ao não ceder às pressões do monarca, foi desterrado a Barcino (a atual Barcelona) em 577. Não pôde abandonar a zona até uns dez anos depois, possivelmente devido à chamada do próprio Leovigildo e do bispo godo Massona por volta de 585 ou 586.
Após 589 fundou o mosteiro de Biclaro, cujo local foi situado recentemente na povoação de Cabassers (Tarragona). Durante anos vários historiadores situaram este cenóbio em Vallclara, perto de Montblanc, onde em finais do século XII existiu um mosteiro, provavelmente restaurado. Porém, pesquisas recentes indicam a possibilidade de este mosteiro se ter localizado na povoação também tarraconense de Cabassers, chamada Vallclara durante a Reconquista, e onde há vestígios arqueológicos que parecem indicar a presença na povoação de um edifício religioso do século VI. Antes de 592 foi consagrado Bispo de Girona. Como bispo desta cidade assinou as atas do II Sínodo Provincial de Saragoça de 592. Também assistiu aos sínodos de Toledo de 597, o II de Barcelona de 599, e seguramente também ao de Egara (a atual Tarrasa) de 614.
Escreveu uma Crônica por volta de 567 a 589, que é uma importante fonte para a época e uma continuação da crônica escrita por Vítor de Tununa.

Acerca dele 
S. João Godo de Valclara - Foi natural de Santarem; foi Religioso. Contendem sobre elle tres Religioens Santissimas , a Monachal de S. Bento, a Eremita, e a Canonica de Santo Agostinho. Estudou em Constantinopla. Foy Mestre de S. Hermenegildo, Rey, e Martyr. El Rey Leovigildo Arriano o desterrou para Barcelona. Fundou em Catalunha o Mosteiro de Valclara. Recaredo Rey Catholico, filho de Leovigildo, levantando-lhe o desterro, o nomeou Bispo de Girona. Foy insigne em doutrina , virtudes , e milagres. Subio ao Ceo em 6. de Mayo no anno de 631. Escrevem delle Santo Isidoro no seu livro de Viris Illustribus, cap. 31. (...)